# Buchères
Buchères is een gemeente in het Franse departement Aube (regio Grand Est). De plaats maakt deel uit van het arrondissement Troyes. Buchères telde op 1 januari 2022 1.959 inwoners.

## Geografie
De oppervlakte van Buchères bedroeg op 1 januari 2022 7,14 vierkante kilometer; de bevolkingsdichtheid was toen 274,4 inwoners per km².
De onderstaande kaart toont de ligging van Buchères met de belangrijkste infrastructuur en aangrenzende gemeenten.

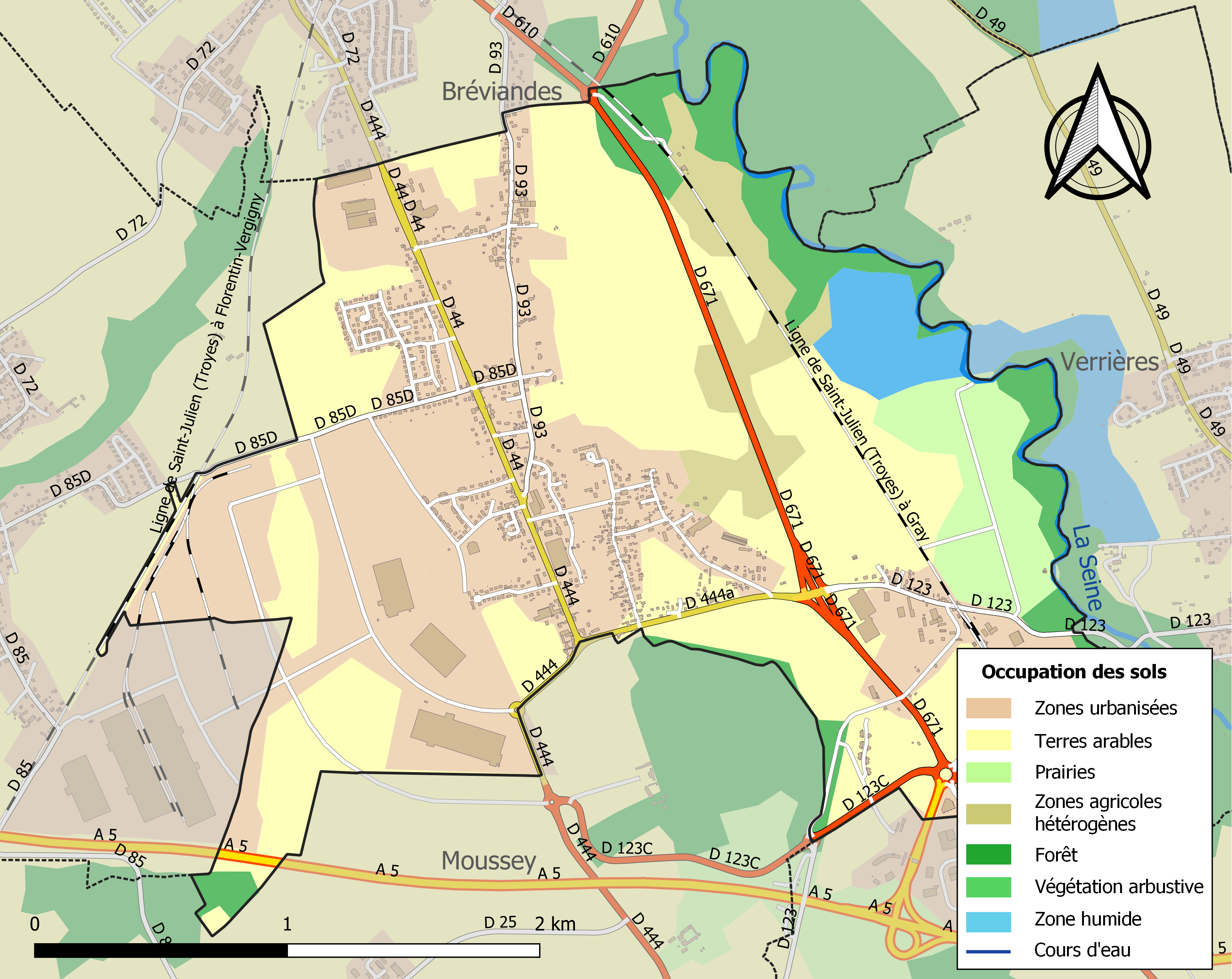

## Demografie
Onderstaande figuur toont het verloop van het inwonertal (bron: INSEE-tellingen).

Vanwege een beveiligingsprobleem met de MediaWiki Graph-software is het momenteel niet mogelijk deze grafiek weer te geven. Zodra de software is bijgewerkt zal de grafiek vanzelf weer zichtbaar worden.

## Tweede Wereldoorlog
Op 24 augustus 1944 hebben mannen van de 51e SS-Brigade een slachting aangericht onder 68 mensen, onder wie 10 kinderen onder de tien jaar oud, 5 ouderen boven de zeventig, 35 vrouwen en drie baby's van 18, 11 en 6 maanden oud.

## Litteratuur
- Crimes allemands : Le Martyre de Buchères (Aube) : 24 août 1944, Troyes : Grande impr. de Troyes, 1945, 48 p., ill[3].
- Roger Bruge : 1944, le temps des massacres. Les crimes de la Gestapo et de la 51e Brigade SS, Éditions Albin Michel, 1994.